# Ağbil
Ağbil (ryska: Agbil’) är en ort i Azerbajdzjan.   Den ligger i distriktet Quba Rayonu, i den nordöstra delen av landet, 160 kilometer nordväst om huvudstaden Baku. Ağbil ligger 432 meter över havet och antalet invånare är 959.
Terrängen runt Ağbil är platt åt nordost, men åt sydväst är den kuperad. Runt Ağbil är det ganska glesbefolkat, med 48 invånare per kvadratkilometer.. Närmaste större samhälle är Quba, 7,9 kilometer sydväst om Ağbil. 
Trakten runt Ağbil består till största delen av jordbruksmark.